# Kiitämä
Kiitämä eller Kiitämö är en sjö i Finland. Den ligger i kommunen Kuusamo i landskapet Norra Österbotten, i den nordöstra delen av landet, 700 km norr om huvudstaden Helsingfors. Kiitämä ligger 252,8 meter över havet. Den är 21,71 meter djup. Arean är 18,9 kvadratkilometer och strandlinjen är 58,42 kilometer lång. Sjön  ingår i Koundaälvens huvudavrinningsområde. 